# NGC 3256
NGC 3256 هي مجرة تتبع كوكبة الشراع. اكتشفها جون هيرشل في 15 مارس 1836.

## روابط خارجية
- NGC 3256 على موقع ويكي سكاي: DSS2, SDSS, GALEX, IRAS, Hydrogen α, X-Ray, Astrophoto, Sky Map, Articles and images